# Thermobiotes mytilogeiton
Thermobiotes mytilogeiton är en fiskart som beskrevs av Geistdoerfer, 1991. Thermobiotes mytilogeiton ingår i släktet Thermobiotes och familjen Synaphobranchidae. Inga underarter finns listade i Catalogue of Life.